# Dušan Benčina
Dušan Benčina, slovenski veterinar, * 30. november 1946, Ljubljana, † 28. december 2016, Ljubljana.
Diplomiral je 1975 in doktoriral 1986 na veterinarskem oddelku Biotehniške fakultete v Ljubljani. Leta 1976 se je zaposlil na oddelku za zootehniko Biotehniške fakultete v Ljubljani; od 1998 kot znanstveni svetnik. Raziskoval je na področjih mikrobiologije in imunologije. Sam ali v soavtorstvu je objavil več znanstvenih in strokovnih člankov. Leta 1995 je prejel nagrado Svetovne zveze veterinarjev perutnine za izjemne dosežke v aviarni patologiji.

## Izbrana bibliografija
- Reja perutnine : piščancev in kokoši  (COBISS)
- Imunogenost patogenih vrst aviarnih mikroplazem (COBISS)